# Comberton

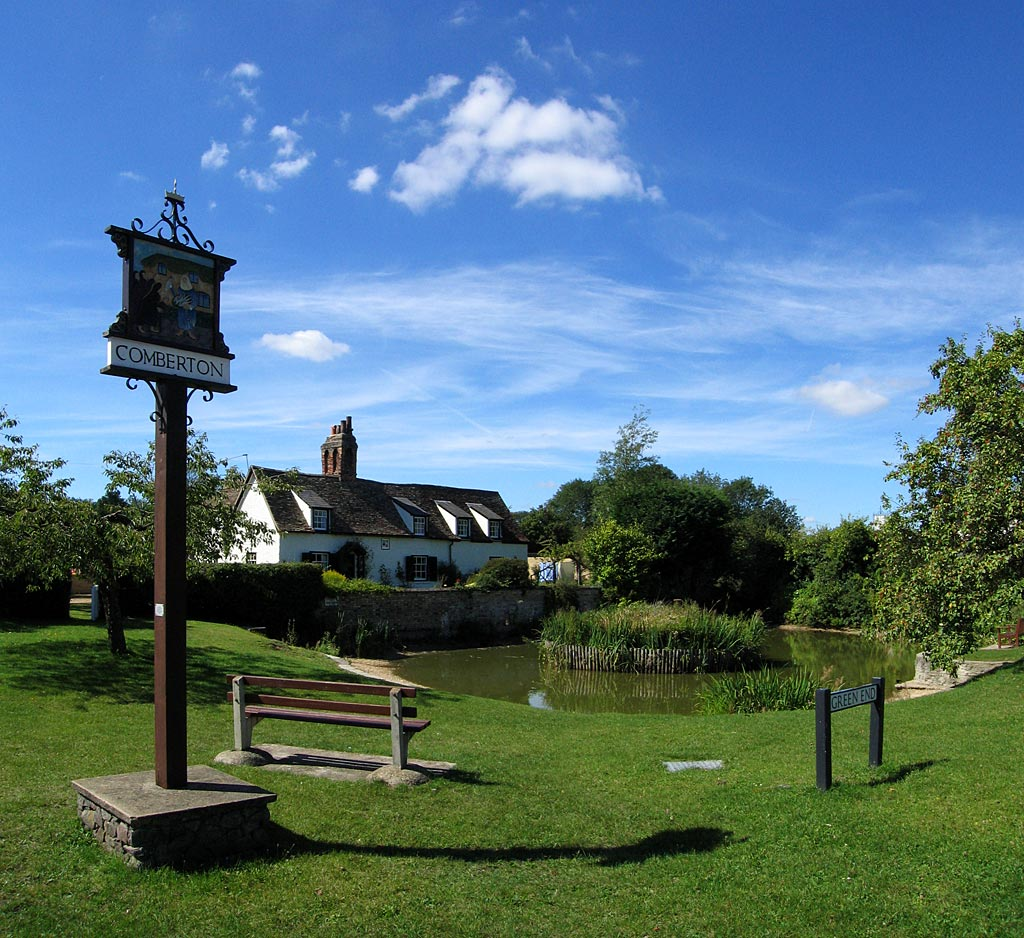
Vilarejo de Comberton.

Comberton é um vilarejo ao sul de Cambridgeshire, na Inglaterra. A população é de aproximadamente 2,189
pessoas (censo 2001).